# 宮崎県道242号北方インター線
宮崎県道242号北方インター線（みやざきけんどう242ごう きたかたインターせん）は、宮崎県延岡市を通る一般県道である。

## 概要
2008年（平成20年）に国道218号北方延岡道路の北方IC供用開始に伴い開通した。

### 路線データ
- 起点：延岡市北方町南久保山（国道218号交点）
- 終点：延岡市北方町曽木（北方延岡道路 北方IC）

## 歴史
- 2008年（平成20年）
  - 4月24日 - 宮崎県告示第304号[1]により路線認定される。
  - 4月26日 - 国道218号北方延岡道路の北方ICの供用開始に伴い開通。

## 路線状況

### 道路施設

#### トンネル
- 荒平山トンネル：延長439 m、2008年（平成20年）竣工、延岡市

## 地理

### 通過する自治体
- 延岡市

### 交差する道路
| 交差する道路     | 交差する場所   | 交差する場所  |
| ---------------- | -------------- | ------------- |
| 国道218号        | 北方町南久保山 | 起点          |
| E77 北方延岡道路 | 北方町曽木     | 北方IC / 終点 |

### 沿線
- 延岡市北方インター公園